# 牛舌

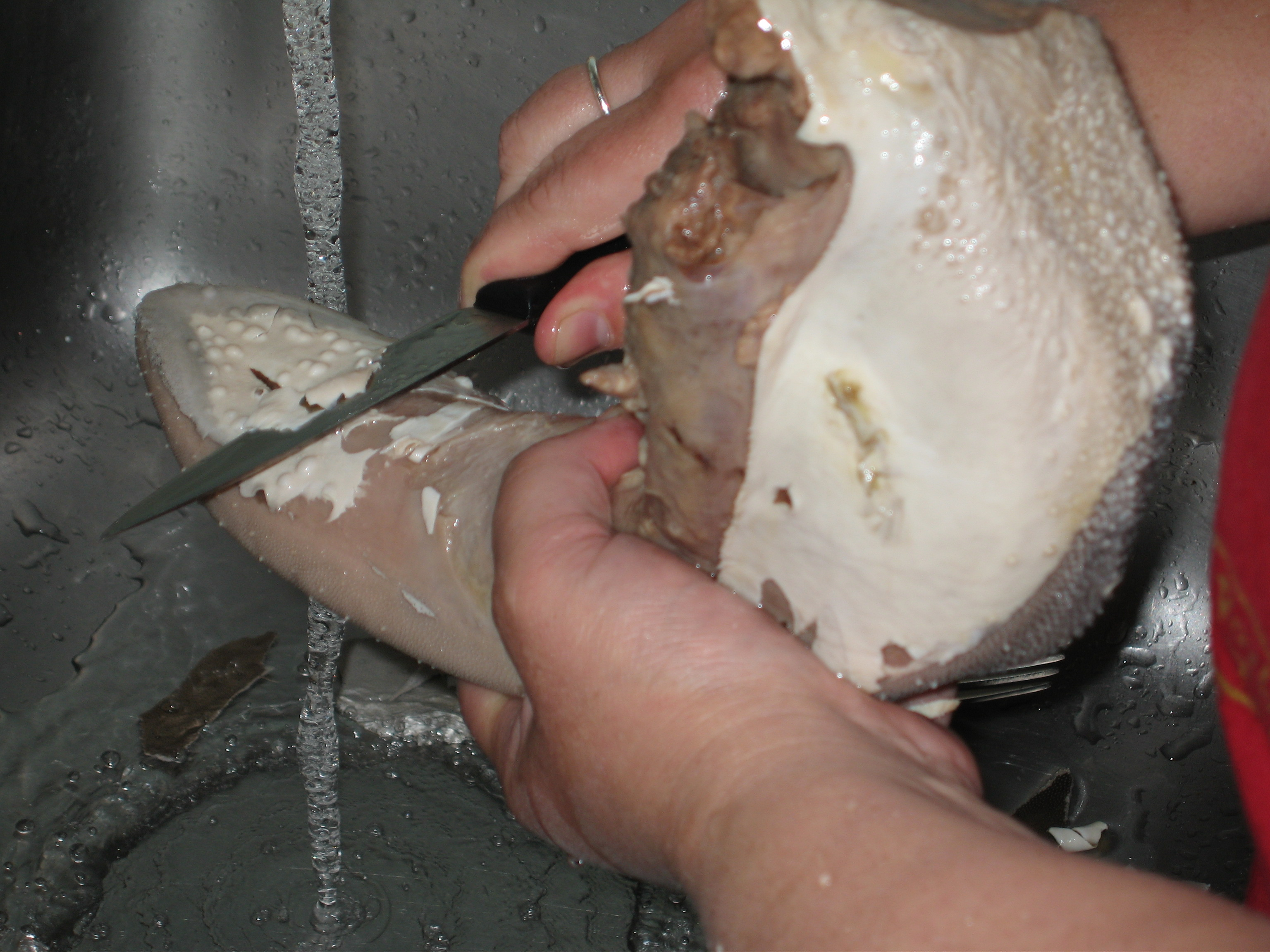
水煮后除去牛舌表皮。

牛舌是牛的舌头，世界各地都會採用的食材，可以以煮、醃、烤、燴等方法烹調。 由於「舌」粵聲音近「蝕」，出於忌諱，所以牛舌在廣東又稱牛脷。
牛舌脂肪含量高，占72％的卡路里含量。 加拿大特別是艾伯特省出口大量的牛舌头。
在东亚料理中，牛舌是常见的食材。

## 准备

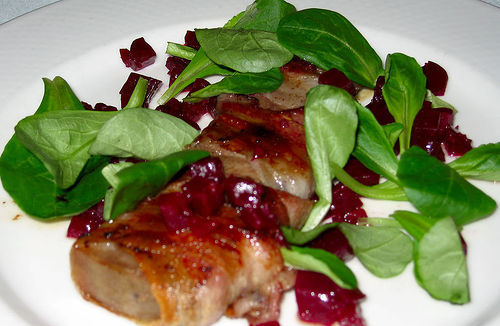
舌头、培根与莴苣缬草。

先將牛舌放於鍋中汆水，以去除血水和腥膻味，然後取出用冷水清洗和刮除舌苔。將處理好的牛舌切成適當的大小，加上調味，再按喜好烹調。

## 菜色

### 中國
- 滷牛舌[4]

### 日本

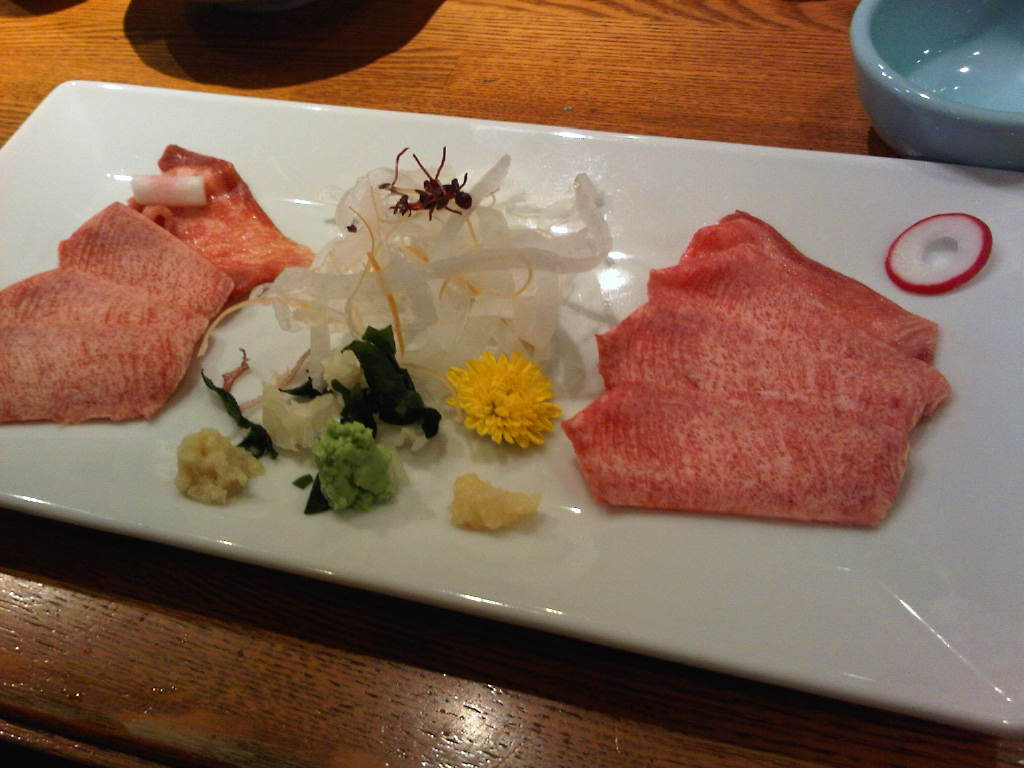
牛舌刺身

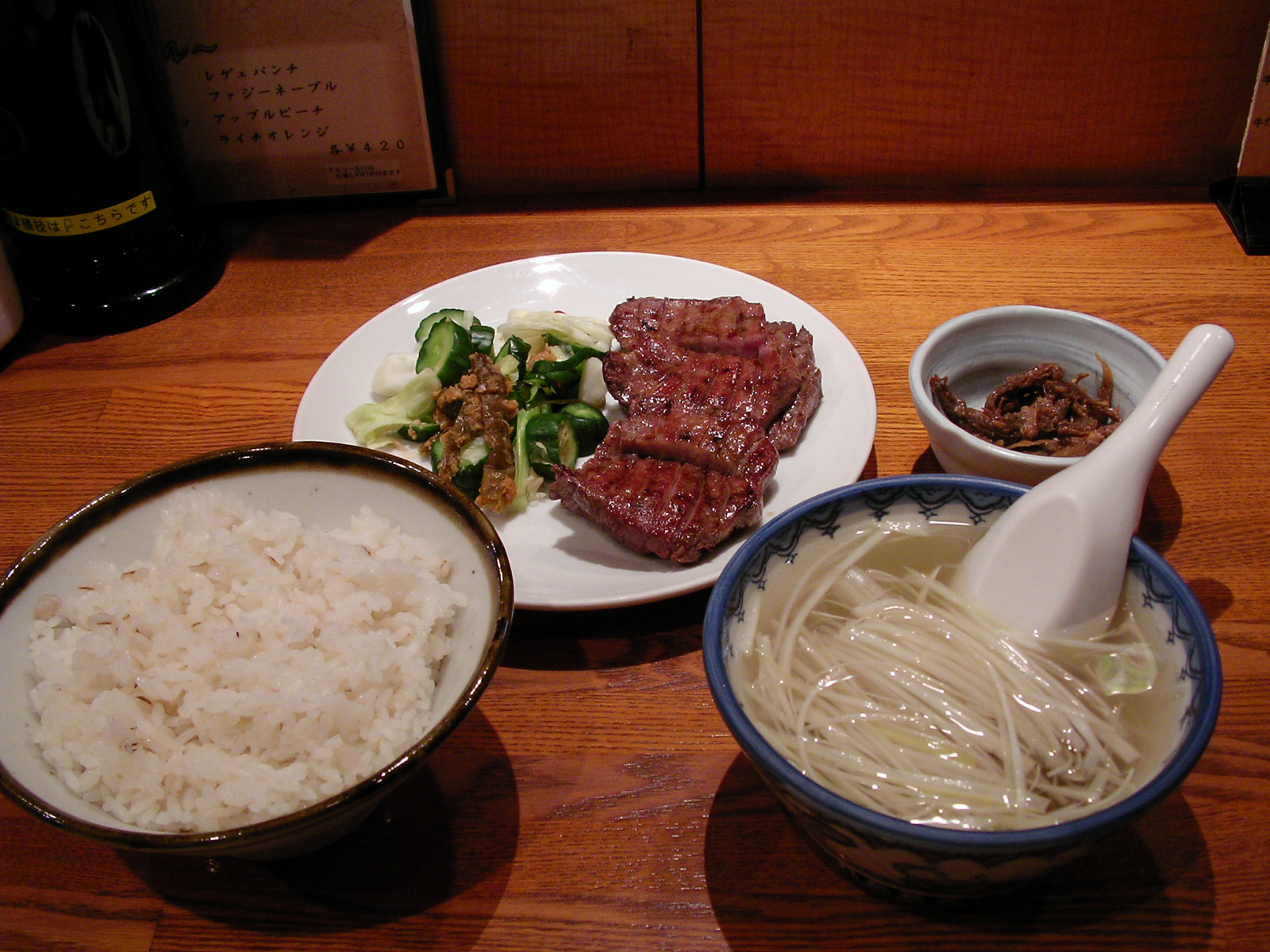
牛舌定食

- 仙台牛舌
- 牛舌刺身
- 牛舌定食

### 法國
- 紅酒燉牛舌[5]